# Захарија говорник
Захарија од Митилене (грч. Ζαχαριας ο Μιτυληναιος, око 465, Газа – после 536), такође познат као Захарија научник или Захарија говорник, био је епископ и црквени историчар.

## Живот
Живот Захарија Митиленског може се реконструисати само на основу неколико раштрканих извештаја у савременим изворима (прикази су такође делимично опречни, на пример, неки сиријски аутори имају „Мелитену“ уместо „Митилену“). Захарија је рођен и одрастао у хришћанској породици у близини Газе, која је била домаћин значајне школе реторике у касној антици. Ту је и стекао почетно образовање. Године 485. отпутовао је у Александрију, где је две године студирао филозофију. У Александрији је био уплетен у сукоб између хришћана и пагана у вези са афером Хораполон. Тамо је такође упознао Севира Антиохијског, који је касније постао значајан патријарх Антиохије.
Године 487, Захарија је отпутовао у Бејрут да студира право на тадашњем правном факултету. Ту је остао, подвижничким животом, до 491. године, али је направио и неколико путовања у различите делове Палестине у потрази за верским сазнањима. На крају се преселио у Константинопољ, где је дуго радио као адвокат. Захарија, који је у христологији био мијафизит, али се није ватрено противио Халкидонцима, изгледа да је често размишљао да постане монах. Очигледно је имао добре контакте са царским двором и то му је вероватно донело именовање за епископа Митилене на Лезбосу. Познато је да је његов наследник преузео ту функцију 553. године, постављајући Terminus post quem за његову смрт. Он је свакако био жив 536. године, пошто је те године учествовао на Синоду у Константинопољу.

## Дела
Захарија је написао неколико дела на грчком језику, међу којима је и „Црквена историја” која је вероватно завршена крајем 5. века. Документ, посвећен великодостојнику Еупраксију, садржи драгоцену историјску грађу и описује временски период од 451. до 491. године. Користио га је Евагрије Схоластик за своју историју. Захарија је саставио и три биографије монофизитских духовника које је лично упознао: Севира Антиохијског, Петра од Иверије и египатског монаха Исаије Млађег. Биографије које су сачуване су различитог квалитета. Захарија је написао и неколико полемичких дела, нпр. против филозофа Амонија Ермија и против манихејаца.

### Псеудо Захарија говорник
Док су све оригиналне верзије Захаријиних црквених историја касније изгубљене, сачувана је скраћена и ревидирана сиријска верзија, аутора за које се верује да је био монофизитски монах из Амиде. Овај анонимни аутор, који је познат као Псеудо-Захарија Ретор, укључио га је у књигу „Разна историја” (Historia Miscellanea), компилацију црквених историја од 12 књига. Псеудо-Захаријево издање Захаријеве црквене историје, које чини књиге 3–6, такође је обично познато као Псеудо-Захаријин ретор.
Први енглески превод Псеудо-Захарија Ретора објављен је тек 1899. године под насловом „Сиријска хроника” од стране Ф. Ј. Хамилтона и Е. В. Брукса.  Био је део серије од пет томова, Византијски текстови, коју је приредио Џеј Б. Бери. Нови превод на енглески је објавио „Ливерпул Јуниверзити Прес” 2011. године под насловомХронике Псеудо-Захарија Ретора:The Chronicle of Pseudo-Zachariah Rhetor: Church and War in Late Antiquity. Уредио Џефри Грејтрекс, а на енглески превели Роберт Р. Феникс и Корнелија Б. Хорн, састоји се од превода књига 3-12 под насловом „Разна историја” (Historia Miscellanea).

## Енглески преводи
- Ammonius: On Aristotle Categories, преведено од стране S. M. Cohen and G. B. Matthews. London and Ithaca 1992.
- Ammonius: On Aristotle's On Interpretation 1–8, преведено од стране D. Blank. London and Ithaca 1996.
- Ammonius: On Aristotle's On Interpretation 9, with Boethius: On Aristotle's On Interpretation 9, преведено од стране D. Blank (Ammonius) and N. Kretzmann (Boethius). London and Ithaca 1998
- John Philoponus: On Aristotle On Coming-to-be and Perishing 1.1–5, преведено од стране C. J. F. Williams. London and Ithaca 1999
- John Philoponus: On Aristotle On Coming-to-be and Perishing 1.6–2.4, преведено од стране C. J. F. Williams. London and Ithaca 1999.
- John Philoponus: On Aristotle On the Soul 2.1–6, преведено од стране W. Charlton. London and Ithaca 2005
- John Philoponus: On Aristotle On the Soul 2.7–12, преведено од стране W. Charlton. London and Ithaca 2005
- John Philoponus: On Aristotle On the Soul 3.1–8, преведено од стране W. Charlton. London and Ithaca 2000
- John Philoponus: On Aristotle On the Intellect (de Anima 3.4–8), преведено од стране W. Charlton. London and Ithaca 1991.